# Baseodiscus univittatus
Baseodiscus univittatus är en djurart som tillhör fylumet slemmaskar, och som först beskrevs av Ernest F. Coe 1906.  Baseodiscus univittatus ingår i släktet Baseodiscus och familjen Valenciniidae. Inga underarter finns listade i Catalogue of Life.